# Мост Александра III
Мост Александра III (фр. Pont Alexandre III) — одноарочный мост, перекинутый через Сену в Париже между Домом инвалидов и Елисейскими Полями. Общая длина моста составляет 160 метров (металлическая арка — 107 метров), ширина — около 33 метров. Чтобы не заслонять панораму Елисейских Полей, высота сооружения не превышает шести метров, что на момент его создания считалось удивительным достижением.
Мост был заложен в ознаменование Франко-русского союза императором Николаем II в октябре 1896 года и назван в честь его отца — императора Александра III. Проектом руководили инженеры Альби и Резаль. Возведён мост за четыре года и открылся как раз накануне Всемирной выставки 1900 года (гран-при которой достался проекту моста через Енисей в Красноярске) в присутствии русского посла князя Л. П. Урусова и президента Франции Феликса Фора.
С 1975 года мост охраняется государством как памятник истории и архитектуры.
Во многих путеводителях мост Александра III описывается как самый изящный в Париже. Декоративная отделка моста, с фигурами пегасов, нимф и ангелов, представляет собой яркий образец стиля бозар (от французского beaux-arts —  «изящные искусства») и имеет много общего с оформлением раскинувшегося справа Гран-Пале. По сторонам от въезда на мост возвышаются 17-метровые фонарные столбы, над которыми парят бронзовые фигуры, символизирующие Науку, Искусство, Промышленность и Сражение. В центре мостовых арок расположены нимфа Сены с гербом Франции и нимфа Невы с гербом императорской России, обе выполнены из меди Жоржем Ресипо.
У моста Александра III есть «побратим» в Петербурге — спроектированный французами Троицкий мост через Неву. Он строился в одно время с мостом через Сену, и его возведение также подчеркивало культурно-политическую близость двух стран: на церемонии закладки присутствовал французский президент Феликс Фор. 

## Галерея
- Мост Александра III и Эйфелева башня
- Фонари на мосту Александра III
- Одна из скульптур нимф, украшающих мост Александра III
- Мост Александра III от других мостов на Сене отличает большое количество изящных скульптур-украшений
- Вид на мост Александра III и Дом инвалидов
- Вид на мост Александра III и Эйфелеву башню

## Расположение
| Расположение моста на Сене      | Расположение моста на Сене | Расположение моста на Сене      |
| ------------------------------- | -------------------------- | ------------------------------- |
| Вниз по течению: Мост инвалидов |                            | Вверх по течению: Мост Согласия |